# Изерлон
Изерлон (њем. Iserlohn) град је у њемачкој савезној држави Северна Рајна-Вестфалија. Једно је од 15 општинских средишта округа Меркиш. Према процјени из 2010. у граду је живјело 95.598 становника. Посједује регионалну шифру (AGS) 5962024, NUTS (DEA58) и LOCODE (DE ISE) код.

## Географски и демографски подаци
Изерлон се налази у савезној држави Северна Рајна-Вестфалија у округу Меркиш. Град се налази на надморској висини од 247 метара. Површина општине износи 125,5 km². У самом граду је, према процјени из 2010. године, живјело 95.598 становника. Просјечна густина становништва износи 762 становника/km².

## Међународна сарадња
| Мјесто      | Држава     | Врста сарадње | Од    |
| ----------- | ---------- | ------------- | ----- |
|             | Пољска     | партнерство   | 2004. |
| Новочеркаск | Русија     | партнерство   | 1990. |
| Алмело      | Холандија  | партнерство   | 1954. |
| Њиређхаза   | Мађарска   | партнерство   | 1989. |
|             | Француска  | партнерство   | 1967. |
| Ушел        | Француска  | партнерство   | 1966. |
| Бил/Бјен    | Швајцарска | контакт       | 1959. |
| Хал         | Аустрија   | контакт       | 1967. |
| Извор       |            |               |       |